# Стари град (Вишеград)
Вишеградски стари град је град који је познат још под именом Павловац или Павловине. Сматра се да је ово име добио по властелинској породици Павловић, под чијом се власти налазио. Припада средњовјековном стилу градње. 

## Историјат
У средњем вијеку град Вишеград се налазио на данашњем брду Град. Њега су чиниле двије куле, сазидане од камена и још једна зграда у близини њих. Те двије куле су биле повезане покривеним пролазом. Прилаз граду чувао је зид који је ишао све до ријеке Дрине. Испод кула се налазило насеље које се звало Подвишеград, гдје се данас налази насеље Мегдан. Не зна се када је добио име Вишеград, али се претпоставља да оно потиче из средњег вијека у доба српске или босанске државе. Он се спомиње и у првим турским списима. Име Вишеград се помиње и у дубровачким архивама. Стари град Вишеград је до данас очувао своје рушевине на клисурама брда изнад Дрине. Рушевине се налазе на два мјеста и по томе су добиле назив Горњи и Доњи град. О вишеградском старом граду или акрополи вишеградској, како су га Нијемци називали, данас се не зна пуно. Мисли се да је ту некада било мање насеље. О свим овим градовима сачувано је много прича и предања.

## Кула Краљевића Марка
У подножју старог града на стрмим стијенама поред Дрине налазе се остаци доње куле. Та кула је имала улогу осматрачнице и са ње се видио ко год да је пришао граду. Ова кула је сазидана на принципу ваљка. Зидине су јој дебљине око 2 метра. Унутрашњи пречник јој је око 4 метра, а висока је око 8 метара. Доња кула је, на два спрата који су били преграђени дрвеним подом, са доњим градом била повезана широким ходником. Сматра се да је у подножју куле Краљевића Марка постојала скела за превоз људи и робе с једне стране ријеке Дрине на другу. 
Ова кула у народу је позната као „кула Краљевића Марка“ и због тога за ово мјесто повезана легенда о Краљевићу Марку. Испод куле се налази неколико удубљења у стијенама које се зову „Маркова сједала“ или „Маркове стопе“. На дну ријеке Дрине се налазе „Шарчева копита“ то јесте трагови коња Шарца. Кажу да су се ту негдје налазили и трагови од „Маркове сабље“ међутим изгубили су се приликом грађења пута уз ријеку Дрину. По једној народној причи, Краљевић Марко је на своме коњу Шарцу прескочио ријеку Дрину, што значи да је са Буткових стијена прескочио Дрину и дошао у своју кулу. Мисли се да је ова кула некада била повезана тунелом са ријеком Дрином. За вријеме турске власти у њој се налазила тамница, а доласком Аустрије унутрашњост куле је затрпана камењем, да се у њој не би сакривали српски одметници и хајдуци.

## Галерија
- Бенедикт Курипешић, скица старог града Вишеграда, 1530. година
- Кула Краљевића Марка у Вишеграду